# Скопски албански клуб
Скопският албански клуб е политическа организация на албанците в Скопие, Косовския вилает на Османската империя, съществувала в 1908 – 1909 година.
Клубът се появява след позволяването на легалната политическа дейност след Младотурската революция от юли 1908 година. Основан е в началото на септември 1908 година от офицери и вилаетски чиновници албанци. Такива клубове възникват и в другите два вилаетски центъра - Битоля и Солун, а по-късно и в Дебър. Скопският и Солунският албански клуб представляват проосманското течение в албанската политика, а Битолският – националистическото. Скопският клуб има своя програма и действа независимо от другите. Основната им задача е отваряне на албански училища и решаване на въпроса с писмеността – латинската, арабската или гръцката ще бъде избрана за албанския език. На следната 1909 година в клубовете се формират и тайни революционни комитети за въоръжени акции.
С прилагането на член № 4 от Закона за сдруженията, забраняващ организации с етнически характер, Скопският клуб е насилствено разтурен на 28 ноември 1909 година. През декември 1909 година той се конституира като Просветен клуб.